# Stigmella eberhardi
Stigmella eberhardi is een vlinder uit de familie dwergmineermotten (Nepticulidae). De wetenschappelijke naam is voor het eerst geldig gepubliceerd in 1971 door Johansson.
De soort komt voor in Europa.